# Canada aux Jeux olympiques d'été de 1992
Le Canada participe aux Jeux olympiques d'été de 1992 à Barcelone. Les athlètes canadiens ont participé à tous les Jeux olympiques d'été depuis 1900, excepté lors du boycott de 1980.

## Médailles

### Médailles d'or
| Sport                 | Discipline                 | Sportifs | Performance                |
| Médailles d'or : 7    |                            | |                            |
| Athlétisme            | 110 mètres haies           | Mark McKoy |                            |
| Aviron                | Huit - Hommes              | Darren Barber Andrew Crosby Michael Forgeron Robert Marland Terrence Paul Derek Porter Michael Rascher Bruce Robertson John Wallace         | 5 min 29 s 53              |
| Aviron                | Deux sans barreur - Femmes | Kathleen Heddle Marnie McBean | 7 min 06 s 22              |
| Aviron                | Quatre barré - Femmes      | Jennifer Barnes Jessica Monroe Brenda Taylor Kay Worthington                                                                                | 6 min 30 s 85              |
| Aviron                | Huit - Femmes              | Jennifer Barnes Shannon Crawford Megan Delehanty Kathleen Heddle Marnie McBean Jessica Monroe Brenda Taylor Lesley Thompson Kay Worthington | 6 min 02 s 62              |
| Natation              | 100 mètres dos - Hommes    | Mark Tewksbury | 53 s 98 (record olympique) |
| Natation synchronisée | Solo                       | Sylvie Fréchette |                            |

### Médailles d'argent
| Sport                  | Discipline | Sportifs | Performance |
| Médailles d'argent : 4 |            |          |             |
|                        |            |          |             |
|                        |            |          |             |
|                        |            |          |             |
|                        |            |          |             |

### Médailles de bronze
| Sport                   | Discipline | Sportifs | Performance |
| Médailles de bronze : 7 |            |          |             |
|                         |            |          |             |
|                         |            |          |             |
|                         |            |          |             |
|                         |            |          |             |
|                         |            |          |             |
|                         |            |          |             |
|                         |            |          |             |
|                         |            |          |             |

## Cyclisme

### Cyclisme sur route
- Course en ligne masculine :
  - Gianni Vignaduzzi : 26e
  - Nathael Sagard : 41e
  - Jacques Landry : 62e
- Contre-la-montre par équipes : 13e (Colin Davidson, Chris Koberstein, Todd McNutt, Yvan Waddell)
- Course en ligne féminine :
  - Alison Sydor : 12e
  - Kelly-Ann Way : 31e
  - Lena Hawkins : 36e

### Cyclisme sur piste
- Femmes :
  - Tanya Dubnicoff : 6e de la vitesse individuelle
  - Kelly-Ann Way : éliminée au premier tour de la poursuite individuelle
- Hommes :
  - Curtis Harnett : médaillé de bronze de la vitesse individuelle
  - Kurt Innes : 23e du kilomètre
  - Michael John Belcourt : 16e, éliminé en quart de finale de la poursuite individuelle
  - John Malois : éliminé au premier tour de la course aux points